# كركر (تونس)
كَرْكَر مدينة تقع في ولاية المهدية بالساحل التونسي، على بعد 35 كم من مدينة سوسة، على الطريق الوطنية رقم 1 بين مدينتي مساكن والجم.

## أعلام
- صابر بن فرج